# Кајл Чалмерс
Кајл Чалмерс (енгл. Kyle Chalmers; Порт Линколн, 25. јун 1998) аустралијски је пливач чија ужа  специјалност су спринтерске трке слободним стилом. Актуелни је олимпијски победник и светски првак. 

## Спортска каријера
Чалмерс је одрастао у спортској породици у малом граду на југу Аустралије. Његов отац Брет се професионално бавио аустралијским фудбалом. Као дечак се бавио разним спортовима, а пливање је почео да тренира са девет година да би ојачао своју мускуклатуру јер је желео да игра аустралијски фудбал. Са озбиљнијим пливачким тренинзима започиње након одласка на колеџ у Аделејд.
Пажњу домаће спортске јавности привукао је након што је на националном првенству у Бризбејну 2014. освојио друго место у трци на 50 метара делфин стилом. Годину дана касније остварио је и прве велике успехе на међународној сцени. Прво је на свом дебију на светским сениорским првенствима у Казању освојио сребрну медаљу у трци штафета на 4×100 мешовито, а потом, две недеље касније, на Светском јуниорском првенству у Сингапуру осваја седам медаља, од чега три златне. 
На националном првенству Аустралије које је одржано у првој половини априла 2016, а које је уједно служило и као изборно за предстојеће Олимпијске игре у Рију, Чалмерс је заузео друго место у трци на 100 слободно, а његово време од 48,03 секунде је уједно био и нови светски јуниорски рекорд (прво место је освојио Камерон Макевој). Чалмерс је у Рију успео да освоји златну олимпијску медаљу у трци на 100 слободно „поправивши” властити јуниорски светски рекорд у тој дисциплини на 47,58 секунди. Пливао је и у штафетним тркама на 4×100 слободно и 4×100 мешовито у којима су Аустралијанци освојили две бронзане медаље. 
Због проблема са повредама и болешћу готово је прескочио целу сезону 2017, а успешан повратак на међународну сцену је имао 2018, током које је освојио неколико златних медаља на великим такмичењима, укључујући Игре комонвелта и Панпацифичко првенство. 
Други наступ на светским сениорским првенствима је имао у корејском Квангџуу 2019, где је освојио медаље у четири од пет дисциплина у којима се такмичио. Највећи успех је постигао у трци штафета на 4×200 слободно у којој је аустралијски тим, у саставу Луис, Чалмерс, Грем и Хортон, освојио златну медаљу, испливавши и нови континентални и национални рекорд у времену 7:00,85 минута. Чалмерс је освојио још две медаље пливајући у штафетним тркама, сребро на 4×100 слободно микс и бронзу на 4×100 слободно. У трци на   100 слободно је освојио сребрну медаљу, док је трку на 200 слободно окончао на 11. месту у полуфиналу. 